# HC Milano
HC Milano Vipers je italským hokejovým týmem sídlícím v Miláně hrajícím Italskou ligu.

## Vítězství
- Italská liga ledního hokeje – 1925, 1926, 1927, 1930, 1931, 1937, 1947, 1948, 1950, 1951, 1952, 1954, 1955, 1992, 1993, 2002, 2003, 2004, 2005 a 2006.